# Moto Guzzi 500 Bicilindrica
La Moto Guzzi Bicilindrica 500 è stata una motocicletta da corsa prodotta dalla casa motociclistica Moto Guzzi  tra il 1933 ed il 1951.
Fu protagonista di quasi un ventennio di gare, spesso cogliendo grandi vittorie e rimanendo per tutti gli anni della sua produzione il modello di punta della Casa.

## Storia
La Bicilindrica 500 nacque dalla necessità di tornare a competere nei Gran Premi delle “mezzo litro”, dove la Guzzi poteva disporre solamente della ormai obsoleta “Quattro Valvole” e della Quattro Cilindri (che però risultata non competitiva non venne quasi mai impiegata in gara); forte delle ottime prestazioni del motore della 250 Corsa, Carlo Guzzi ebbe la brillante idea di accoppiarne due, in modo da trasferire la comprovata competitività del 250 in un nuovo propulsore da 500 cm³. Per evitare di intralciare il raffreddamento e ridurre gli ingombri, al primo cilindro orizzontale (secondo il classico schema della Casa di Mandello) ne fu aggiunto un secondo il cui asse saliva verso la sella, creando fra i due un angolo di 120°.
Meno agile delle monocilindriche inglesi e meno potente delle sovralimentate italiane e tedesche, la Bicilindrica seppe però unire i pregi di queste opposte tendenze tecniche e ad eliminarne i difetti, risultando così la più efficiente, arrivando a conquistare il Gran Premio delle Nazioni nelle edizioni 1934, 1935 e 1936 ed il Massimo Campionato Italiano nel 1934, 1935 e 1947 con Omobono Tenni, nel 1937 con Guglielmo Sandri, nel 1948 con Bruno Bertacchini e del 1949 con Enrico Lorenzetti; primeggiò inoltre nel Raid Nord-Sud Milano Napoli nel 1934 con Terzo Bandini, nel 1935 e 1936 con Tenni e nel 1937 con Sandri e Bandini (quest’ultimo in versione motocarrozzetta), ma la sua vittoria più clamorosa fu colta al Tourist Trophy del 1935, dove spezzò l’egemonia britannica che su quel circuito imperava fin dalla sua istituzione.

### Tourist Trophy
Visti i brillanti risultati ottenuti in Italia, la Guzzi pensò di far debuttare la nuova motocicletta anche all’estero, ricorrendo a validi corridori stranieri, ottimi conoscitori dei circuiti di tutta Europa: per questa evenienza fu scelto il campione irlandese Stanley Woods, all’epoca all’apice di una gloriosa carriera; affidatagli la Bicilindrica per il poi rivelatosi vittorioso Gran Premio di Spagna del 1934, l’anno successivo si presentò la possibilità di partecipare al Tourist Trophy: per l’occasione alla motocicletta fu montata la sospensione posteriore, prima macchina da corsa a poterne disporre (i commissari dell’Isola di Man, ritenendola un’idea copiata dagli inglesi, richiesero il documento del brevetto per l’ammissione del mezzo alla competizione, ed esso dovette essere spedito in tutta fretta da Mandello), ed il motore, sapientemente rimaneggiato, arrivò a disporre di 50 CV a 7500 giri/min, superando così alla massima velocità i 200 km/h. 
La categoria Senior dell’edizione 1935 del TT vide trionfante Woods dopo una spettacolare gara, rivaleggiando con Jimmy Guthrie su Norton e tagliando il traguardo dopo 425 km dalla partenza con soli quattro secondi di vantaggio sul secondo, battendo peraltro il record sul giro (riducendolo di un minuto e 12 secondi) e quello sulla distanza totale di ben sette minuti: assieme alla altrettanto grandiosa gara di due giorni prima, dove la Guzzi con lo stesso pilota aveva primeggiato anche nella categoria Lightweight, si determinò la fine della supremazia britannica sull’Isola di Man e si dimostrò al mondo motociclistico le potenzialità delle macchine della Casa dell'Aquila.

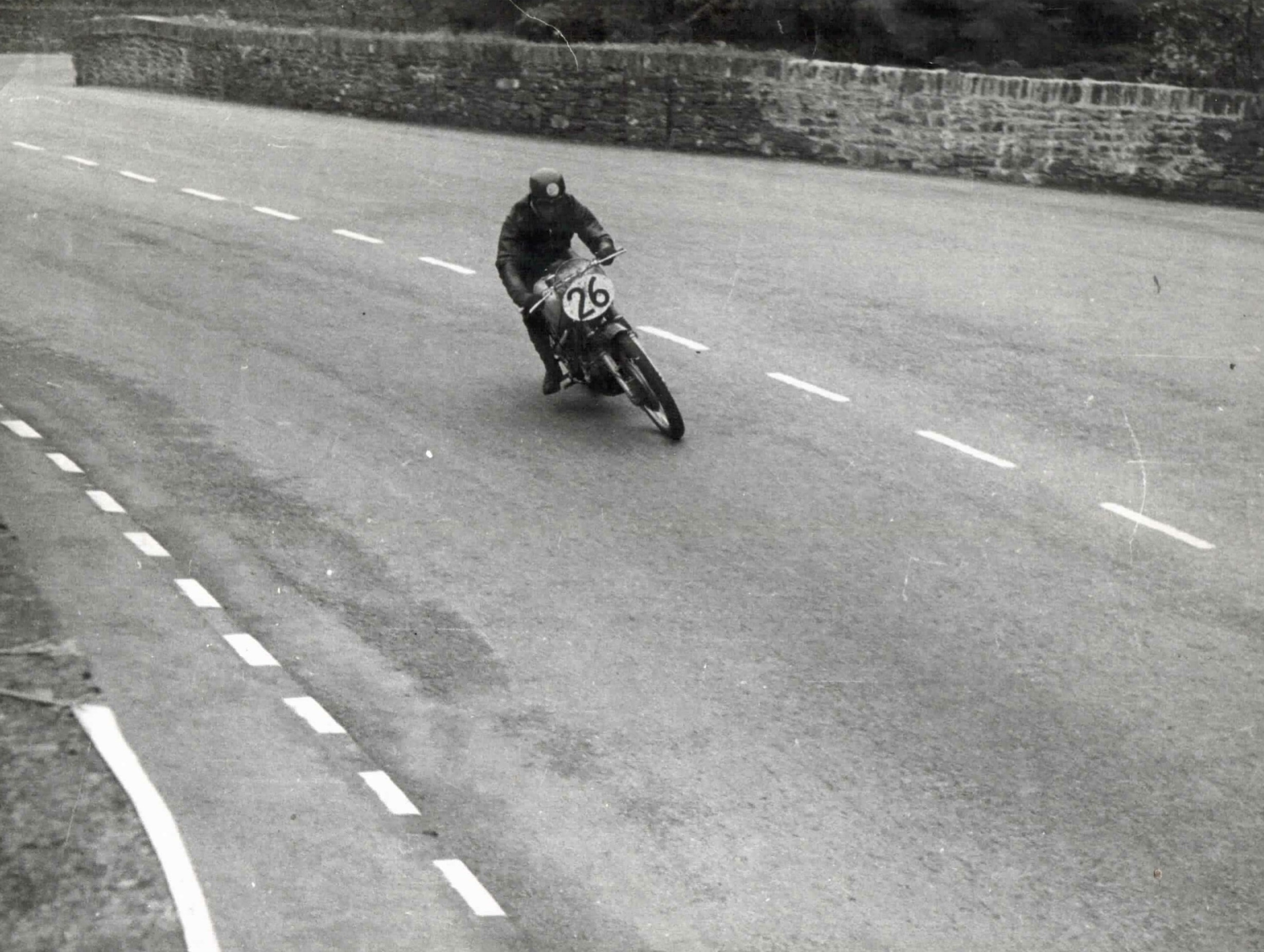
Omobono Tenni al Tourist Trophy 1948 con la Bicilindrica nella versione dell'anno corrente, dotata del nuovo telaio di Antonio Micucci

Dopo questa data si ebbe una costante affermazione in una moltitudine di gare su tutto il territorio nazionale e quello europeo, pilotata da grandi piloti quali Omobono Tenni e Stanley Woods.
La Bicilindrica ebbe momenti difficili nel periodo subito antecedente lo scoppio della Seconda guerra mondiale, poiché le motociclette con motori sovralimentati di altre marche erano difficilmente battibili, specialmente sui circuiti veloci; essa riapparve con rinnovate possibilità alla conclusione del conflitto, quando i regolamenti di gara vietarono l’utilizzo del compressore.
Nel 1951, anno del suo ritiro ufficiale dallo squadrone Guzzi dopo 18 anni di corse ed una carriera davvero unica nella storia delle competizioni motociclistiche, la Bicilindrica, forte anche dei suoi continui aggiornamenti, vinceva ancora, arrivando a dominare nel Gran Premio di Svizzera con Fergus Anderson, la prova del Campionato Italiano Velocità a Senigallia con Enrico Lorenzetti e durante il Gran Premio delle Nazioni, disputatosi a Monza, Bruno Ruffo segnò il record della giornata a 171,330 km/h. Venne comunque impiegata in competizione in Sudafrica, in Australia ed in Sudamerica ottenendo varie vittorie, importanti come ottima pubblicità per la Casa di Mandello.

## Tecnica
Il motore della Bicilindrica 500 è composto da due cilindri quadri (alesaggio x corsa 68x68 mm) con un angolo tra loro di 120°, ma a differenza di altre bicilindriche dell’epoca, le due bielle non sono montate sullo stesso perno, bensì su due sfalsati: in questo modo si riuscì ad eliminare le vibrazioni di secondo ordine ed a regolarizzare alla perfezione l’ordine degli scoppi, mantenendo comunque un ottimo raffreddamento ed un ingombro minimo; il cilindro orizzontale risulta identico a quello della 250 Corsa, mentre il secondo possiede un’alettatura circolare (tipologia consueta per altre marche), e quelle della testa sono parallele all’asse del cilindro; Inizialmente sia teste che cilindri erano fusi in ghisa, ed il carter - racchiudente anche il cambio – in alluminio, ma ben presto si passò all’alluminio anche per teste e cilindri, mentre il carter divenne in electron.
Montano ciascuno due valvole (diametro di 37 mm all’aspirazione e 34 mm allo scarico), con doppie molle a spillo scoperte; il comando valvole è affidato ad un monoalbero, mentre la distribuzione è a coppie coniche. Due carburatori separati con diffusore da 28,5 mm ne garantiscono l’alimentazione, l’accensione è a magnete Bosch e la lubrificazione (il cui olio è contenuto in un serbatoio da 4 litri sopra quello della benzina – di 20 litri di capacità -), a carter secco, si avvale di una doppia pompa ad ingranaggi. La trasmissione primaria è ad ingranaggi a denti dritti, mentre quella finale è a catena con parastrappi nella corona; il cambio a quattro rapporti con ingranaggi scorrevoli a doppio baladeur è azionato con comando a pedale con preselettore. I freni, a tamburo, furono oggetto di migliorie nel corso degli anni, passando da laterale a singola camma nella prima versione a doppia camma nell’ultima versione dell’anteguerra, ed infine a tamburo centrale da 280 mm per l’anteriore, mentre quello posteriore rimase sempre a singola camma, pur passando da laterale a centrale e venendo maggiorato.
Il telaio, nella sua prima versione, era rigido, in tubi, con triangolazione posteriore a tre elementi (soluzione adottata anche sulla 250 Corsa), soluzione abbandonata però due anni dopo in occasione del Tourist Trophy del 1935, quando venne equipaggiata con la sospensione posteriore (brevettata e conosciuta come “Sospensione Elastica Guzzi”), che se fino ad allora era considerata come pericolosa in fatto di tenuta stradale, dopo la grandiosa vittoria al TT venne pesantemente rivalutata, tanto che nel giro di un anno nessuna motocicletta da Gran Premio ne era priva; a differenza di quella montata sulle moto da turismo, le cui molle erano montate sotto il motore, per la versione sportiva esse furono alloggiate in due tubi cilindrici direttamente sul forcellone, ai lati della ruota posteriore, ma lavoravano comunque sempre in compressione, mentre gli ammortizzatori a frizione erano dietro la sella e collegati al forcellone con due corti puntoni: per la loro regolazione erano installati dei galletti, ma per la variazione del precarico durante le gare fu applicato un sistema controllato via cavo da una leva posta sotto il lato sinistro del serbatoio, evitando così al pilota acrobatiche regolazioni in corsa o, peggio, la fermata. Il motore è alloggiato in una doppia culla interrotta e gli elementi anteriori e posteriori sono imbullonati fra loro ed al propulsore, che viene così a farne parte integrante. La forcella a parallelogramma è di tipo Brampton (già sperimentata sulla Tre Cilindri).
Il peso iniziale della Bicilindrica era di 160 kg, passati poco dopo a 151 kg grazie all’adozione di materiali più leggeri e nell’ultima versione nuovi materiali permisero di raggiungere i 145 kg.

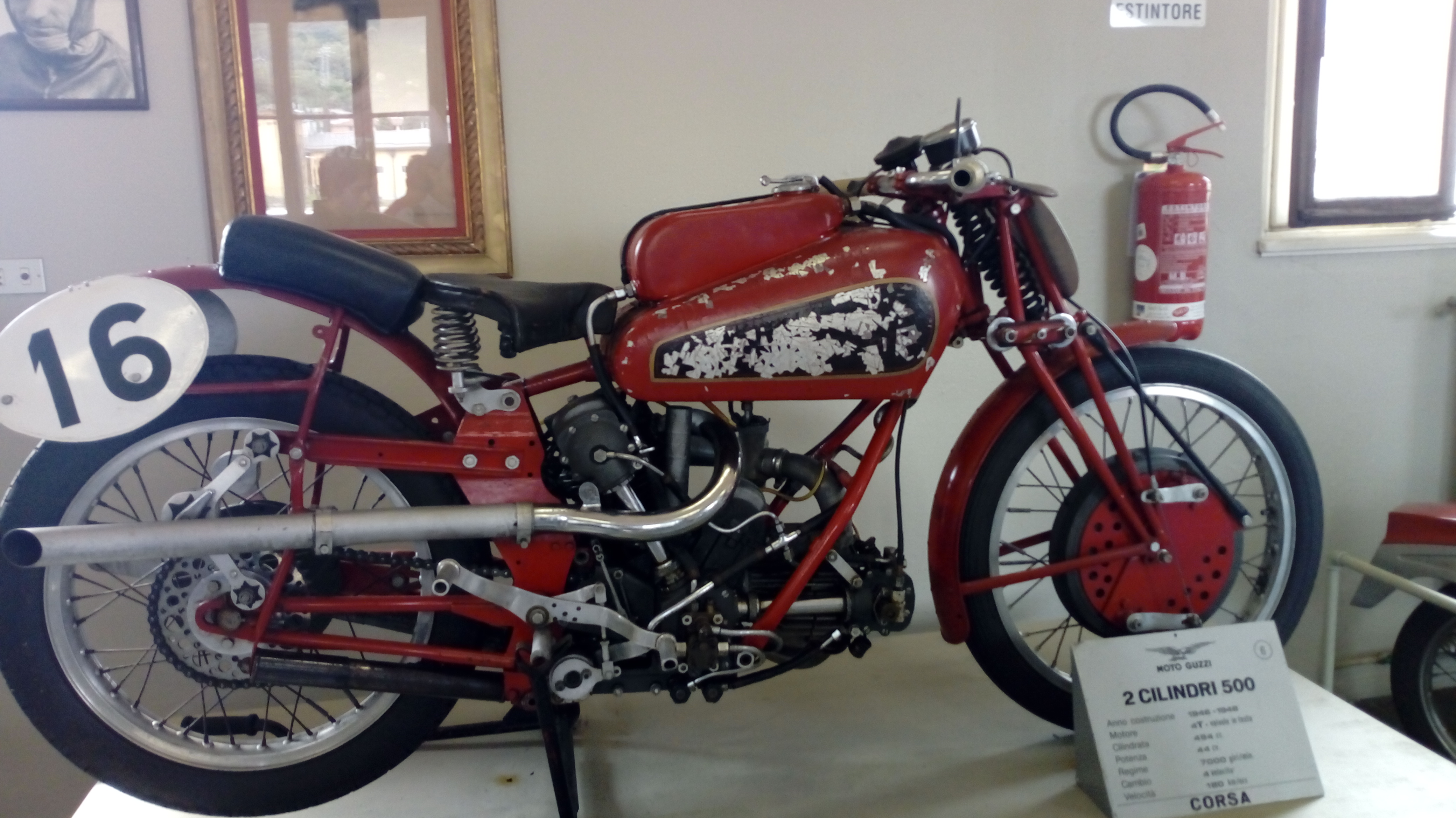
La Bicilindrica 500 di Omobono Tenni del 1946, con minime differenze rispetto al modello anteguerra

Nel 1948 la motocicletta fu radicalmente modificata nella ciclistica ad opera dell’ing. Antonio Micucci, creando un nuovo telaio, il cui tubo superiore di diametro 112 mm fungeva anche come serbatoio per cinque litri di lubrificante, per l’avantreno fu adottata una forcella telescopica con ammortizzatori idraulici integrati e perno avanzato, mentre la sospensione posteriore venne sostituita da un forcellone a braccio unico e molle ed ammortizzatore furono sistemati sotto il motore in una piccola carenatura, ed il serbatoio a due piani sovrapposti fu sostituito da uno a forma tondeggiante: queste migliorie, nonostante il lieve aumento di altezza della motocicletta, contribuirono notevolmente alla maneggevolezza ed alla stabilità.
Nel 1949 ci fu l’ultima serie di sostanziali modifiche, quando venne nuovamente sostituito il serbatoio con uno prolungato oltre la testa della forcella, molto aerodinamico ed ergonomico, vennero adottati carburatori a vaschetta separata, scarichi a tromboncino e la forcella anteriore venne rimpiazzata con una del tipo "Gambalunga" (modello ideato dalla Guzzi e montato sulle monocilindriche da competizione).

### Prestazioni
La prima versione, uscita dagli stabilimenti nel 1933, sprigionava 44 CV a 7000 giri/min con alimentazione a benzina-benzolo e toccava i 190 all’ora (durante i collaudi nel circuito di Monza, pilotata da Amilcare Moretti, si registrarono parecchi giri a 176 km/h di media sul giro); la versione approntata per il Tourist Trophy del 1935 arrivò ad erogare 50 CV a 7500 giri/min, arrivando a superare i 200 orari. Nel Secondo dopoguerra, a causa delle restrizioni regolamentari di gara, l’obbligo di utilizzo di carburante commerciale a 72 ottani ridusse la potenza ottenibile a 42 CV, con conseguente perdita di velocità massima, attestatasi sui 180 km/h; nel 1948, anno del rimodernamento del mezzo, il motore arrivò a produrre 45 CV a 8000 giri/min (sempre con carburante commerciale), arrivando nuovamente sui 200 km/h,  mentre nell’ultimo anno di partecipazione alle gare si riuscì a spremere ancora qualcosina, ottenendo infine 47 CV sempre a 8000 giri/min, tangendo così i 210 km/h.